# ジョン・フォーサイス (政治家)
ジョン・フォーサイス（John Forsyth, 1780年10月22日 - 1841年10月21日）は、アメリカ合衆国の政治家。

## 生涯
フォーサイスはバージニア州フレデリックスバーグで生まれた。1799年にニュージャージー大学（今のプリンストン大学）を卒業し弁護士となった。彼は1801年もしくは1802年にクララ・メイグスと結婚した。
彼はジョージア州で下院議員に選出され、1813年から1818年まで同職を務め、1818年から1819年まで上院議員、1823年から1827年まで再び下院議員となり、1827年にはジョージア州知事に選出され1829年までその職を務めた。1829年には再び上院議員に選出され、1834年に国務長官に就任、1841年まで同職を務めた。国務長官時代にアミスタッド号事件に対処した。
彼はワシントンD.C.で死去した。